# 溫達赫河
48°4′51.50″N 11°7′57.76″E / 48.0809722°N 11.1327111°E

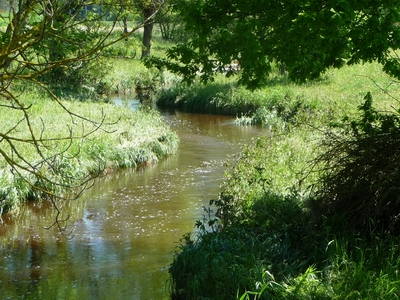

溫達赫河是德國的河流，位於該國東南部，由巴伐利亞負責管轄，屬於安珀河的左支流，河道全長35.8公里，河道全長129.1公里，河口處在阿默湖畔埃興以東。